# Zentrygon
Zentrygon Banks, Weckstein, Remsen & Johnson, 2013 è un genere di uccelli della famiglia Columbidae.

## Tassonomia
Comprende le seguenti specie:
- Zentrygon carrikeri (Wetmore, 1941) - tortora quaglia di Tuxtla
- Zentrygon costaricensis (Lawrence, 1868) - tortora quaglia frontecamoscio
- Zentrygon lawrencii (Salvin, 1874) - tortora quaglia dorsoviola
- Zentrygon albifacies (P.L.Sclater, 1858) - tortora quaglia facciabianca
- Zentrygon frenata (Tschudi, 1843) - tortora quaglia golabianca
- Zentrygon linearis (Prévost, 1843) - tortora quaglia lineata
- Zentrygon chiriquensis P.L.Sclater, 1856 - tortora quaglia pettorossiccio
- Zentrygon goldmani (Nelson, 1912) - tortora quaglia caporossiccio